# ابيضاض أرومة النواءات الحاد
ابيضاض أرومة النواءات الحاد Acute megakaryoblastic leukemia. هو أحد أنواع سرطانات الدم المهددة للحياة. تتكاثر فيه أرومات النواءات بشكل خبيث غير طبيعي وتسبب إصابة أنسجة مختلفة. أرومات النواءات هي خلايا سليفة غير ناضجة تعطي الصفيحات الدموية بعد سلسلة من الانقسامات. تعتبر الصفيحات الدموية مهمة لعملية تخثر الدم. يعتبر ابيضاض أرومة النواءات الحاد نوعًا فرعيًا من ابيضاض الدم النقوي الحاد. يُصنف ضمن فئة AML-M7 بحسب التصنيف الفرنسي الأمريكي البريطاني، وصنَّفته منظمة الصحة العالمية في عام 2016 كابيضاض دم نقوي حاد غير مُحدد الفئة.
يُقسم ابيضاض أرومة النواءات الحاد إلى ثلاث مجموعات تختلف فيما بينها من حيث الفيزيولوجيا المرضية وأعمار المصابين والاستجابة للعلاج وطريقة التشخيص. هذه المجموعات هي:
- ابيضاض أرومة النواءات الحاد عند الأطفال المصابين بمتلازمة داون
- ابيضاض أرومة النواءات الحاد عند الأطفال غير المصابين بمتلازمة داون
- ابيضاض أرومة النواءات الحاد عند البالغين

يعتبر ابيضاض أرومة النواءات الحاد عند الأطفال المصابين بمتلازمة داون أشيع بنحو 500 ضعف من الأطفال غير المصابين بمتلازمة داون، أما عند البالغين فهو نادر ولا تشكل نسبة الإصابة به أكثر من 1% من مجمل الحالات.

## ابيضاض أرومة النواءات الحاد عند مرضى متلازمة داون

### الفيزيولوجيا المرضية
يمتلك المصابون بمتلازمة داون ثلاث نسخ من الصبغي 21 بدلًا من نسختين. وتؤدي الجينات الإضافية الموجودة على الصبغي 21 إلى زيادة احتمال الإصابة بابيضاض أرومة النواءات الحاد من خلال تعزيز حدوث نوع معين من الطفرات المعطلة في الجين GATA، إذ يشارك هذا الجين في تنظيم عملية التعبير عن الجينات التي تتحكم في تمايز خلايا أرومات النواءات وانقسامها حتى تعطي الصفيحات الدموية في النهاية. 

### الأعراض
يظهر ابيضاض أرومة النواءات الحاد عند الأطفال المصابين بمتلازمة داون الذين تتراوح أعمارهم بين 1-2 عامًا، وتحدث جميع الحالات في أعمار أقل من 4 سنوات، ولذلك تُجرى تحاليل مخبرية روتينية لمتابعة هؤلاء الأطفال بانتظام، وتُظهر هذه التحاليل عند المصابين: ارتفاع عدد الصفيحات الدموية والخلايا سليفة الصفيحات خاصة أرومات النواءات مع انخفاض مستوى خضاب الدم. تظهر أعراض ابيضاض أرومة النواءات الحاد بشكل تدريجي عند الأطفال، ثم تحدث تغيرات أكثر شدة في تعداد الدم لديهم بالإضافة إلى تطور أعراض مثل التعب والزلة التنفسية بسبب فقر الدم، أما في المراحل المتقدمة فتظهر على المصابين أعراض ابيضاض الدم النقوي الحاد الشائعة مثل ضخامة الكبد وضخامة الطحال، وفي بعض الحالات قد تسد الخلايا الأرومية الأوعية الدموية الدقيقة وتسبب اضطرابات قلبية ورئوية وعصبية قد تهدد الحياة.

### التشخيص
يشتبه بتشخيص ابيضاض أرومة النواءات الحاد عند الأطفال الصغار من خلال الأعراض والقصة المرضية وأهمها الإصابة بمتلازمة داون. تظهر التحاليل المخبرية زيادة عدد أرومة النواءات في الدم المحيطي (>20% من عدد خلايا الدم المنوَّاة)، تُعرف هذه الخلايا من خلال خصائصها الشكلية والوظيفية، وأحيانًا نضطر لأخذ خزعة من نقي العظم ودراستها بواسطة تقنيات الكيمياء المناعية لتأكيد التشخيص. عادة ما يتراوح حجم أرومة النواءات من متوسطة الحجم إلى خلايا كبيرة ذات محتوى سيتوبلازمي نووي عالي، وتكون المادة الوراثية في النواة كثيفة ومتجانسة، وغالبًا ما يلاحظ وجود حدود غير منتظمة للأرومات، وتظهر أحيانًا تظهر أجزاء منها تشبه الصفيحات الدموية الناشئة غير النمطية. يؤكد تشخيص ابيضاض أرومة النواءات الحاد - إذا كان ذلك متاحًا - باستخدام التنميط المناعي باستخدام الأجسام المضادة وحيدة النسيلة الموجهة ضد المستضد الرابط للخلايا العملاقة CD41 و CD61، وتستخدم الدراسة الصبغية أحيانًا لاكتشاف طفرات الجين GATA1. 

### العلاج
أنظمة العلاج الكيميائي المستخدمة لجميع أنواع ابيضاض أرومة النواءات الحاد هي نفسها تلك التي تستخدم لعلاج الابيضاض النقوي الحاد. يتألف البروتوكول العلاجي المتبع حاليًا من 4 دورات علاجية بالسيتارابين والداونوروبيسين متبوعةً بدورة واحدة من العلاج المكثف بالسيتارابين والأسباراجيناز، ثم تختتم بدورة واحدة تتألف من 3 جرعات إضافية من سيتارابين. تستخدم جرعة منخفضة من السيتارابين في هذا البروتوكول بسبب تأثيراته السامة التي ظهرت على المرضى عند استخدام جرعات مرتفعة، وقد حقق هذا البروتوكول العلاجي نتائج ممتازة مع تأثيرات جانبية قليلة، ويعتبر حاليًا العلاج المفضل لمرضى ابيضاض أرومة النواءات الحاد.
لم يُحسن زرع الخلايا الجذعية الذاتية من معدل البقيا، في حين بيَّنت نتائج إحدى الدراسات الكبيرة أن زرع الخلايا الجذعية من شخص آخر أعطى معدل بقيا أكبر من زرع الخلايا الذاتي، وقد يُنصح باستخدام هذه الطريقة في بعض الحالات التي نكست بعد العلاج الكيميائي.